# I Never Knew (What That Song Meant Before)
I Never Knew (What That Song Meant Before) es el vigésimo tercer álbum de estudio en solitario de la cantante de country estadounidense Connie Smith. Fue lanzado en agosto de 1974 en Columbia Records y contenía 11 temas. El álbum era una mezcla de material original y versiones de canciones de otros artistas. El proyecto fue descrito como un conjunto de canciones tradicionales.

## Antecedentes
Después de diez años y 18 sencillos country entre los diez primeros de Billboard en RCA Victor, Connie Smith firmó un nuevo contrato de grabación con Columbia Records en 1973. En el sello se le dio más control creativo, incluida la capacidad de grabar un álbum de góspel por año. Smith había grabado tres álbumes con Columbia en 1974 y tuvo un sencillo entre los diez primeros de Billboard con «Ain't Love a Good Thing». También había comenzado recientemente a trabajar con el productor Ray Baker, en quien confiaba más que en su primer productor de Columbia, George Richey. A principios de 1974, Baker y Smith comenzaron a buscar canciones para el cuarto álbum de Smith en Columbia, que más tarde se titularía I Never Knew (What That Song Meant Before). En una entrevista de 2021, Smith recordó que estaba más dispuesta a afirmarse con la realización de su cuarto proyecto de Columbia: “A medida que me sentí un poco más cómoda, entré y dije más lo que pensaba. Y fue genial trabajar con Ray [Baker]”.

## Grabación y contenido
Smith comenzó el proceso de grabación de I Never Knew (What That Song Meant Before) a principios del invierno de 1974. El álbum se grabó en el transcurso de tres sesiones de estudio: 29 de enero, 16 de abril y 17 de abril de 1974. También se grabaron tres sesiones de overdubs que incluyeron instrumentación de cuerdas. El descanso de tres meses entre sesiones permitió a Smith y Ray Baker encontrar material para incluir en el proyecto. Todas las sesiones fueron producidas por Ray Baker en Columbia Studio B, ubicado en Nashville, Tennessee. El biógrafo Barry Mazor encontró que el álbum se alejaba del estilo pop “suburbano” de sus lanzamientos anteriores de Columbia y se acercaba más al “country tradicional”.
El proyecto contenía un total de 11 temas. Muchos de los temas del álbum eran nuevas grabaciones, como la canción que da nombre al LP, que fue escrita por Sanger D. Shafer. Dos canciones compuestas por Dallas Frazier y Arthur Leo Owens también forman parte del repertorio de canciones. Entre ellas, «Did We Have to Come This Far (To Say Goodbye)» fue considerada por Smith como una de sus “favoritas de todos los tiempos”. Como parte de sus creencias religiosas, Smith incorporó una selección góspel en el álbum: «I Wish We'd All Been Ready», escrita por Larry Norman.
Smith ya había grabado previamente varias canciones escritas por Shafer. También grabó la canción escrita por Dave Kirby, «Letting Go». Smith recordó haber cantado en el registro más alto de su voz para la grabación de la canción. “Vaya, por alguna razón canté en ese registro más alto. ¡Está en el registro más alto de mi voz! A veces eso no es una cuestión de rango, sino de cómo se refleja en tu voz. Y en esa, se nota”, le dijo a Barry Mazor. Otras canciones del álbum eran versiones de material previamente grabado por otros artistas de country. Esto incluyó una versión de «The Key's in the Mailbox», que fue el primer sencillo top 20 de la música country para Freddie Hart en 1960. También se incluye una versión de «I'll Still Be Missing You», que fue el primer sencillo top 10 para Warner Mack en 1969. «Them Old Rainy Lovesick Songs (Are Hittin' Home)» fue grabada por primera vez por Ferlin Husky, mientras que «I Just Had You on My Mind» fue grabada por primera vez por Sue Richards.

## Recepción de la crítica
El álbum recibió reseñas positivas por parte de los críticos. Un escritor no especificado de la revista Cash Box declaró: “La estilizada voz de Connie siempre la ha considerado una cantante verdaderamente especial en la escena country más ardua y competitiva. Producido por Ray Baker, definitivamente tiene el don de capturar a Connie en toda su maravillosa expresión musical”.